# Zatka Čepić
Zatka Čepić – wieś w Chorwacji, w żupanii istryjskiej, w gminie Kršan. W 2011 roku liczyła 31 mieszkańców.